# Nové Sady (Vyškovi járás)
Nové Sady település Csehországban, Vyškovi járásban. Nové Sady Otinoves, Drahany és Březina településekkel határos. Lakosainak száma 100 fő (2024. január 1.).

## Népesség
A település lakosságának változását az alábbi diagram mutatja:
| Lakosok száma | 356  | 441  | 468  | 259  | 199  | 117  | 115  | 115  | 96   | 100  |
|               | 1869 | 1890 | 1921 | 1950 | 1980 | 2001 | 2017 | 2019 | 2022 | 2024 |